# Cheesecake
Cet article possède un paronyme, voir Cake.
Pour un article plus général, voir Gâteau au fromage.
Gâteau au fromage
 (décembre 2009).
Si vous disposez d'ouvrages ou d'articles de référence ou si vous connaissez des sites web de qualité traitant du thème abordé ici, merci de compléter l'article en donnant les références utiles à sa vérifiabilité et en les liant à la section « Notes et références ».

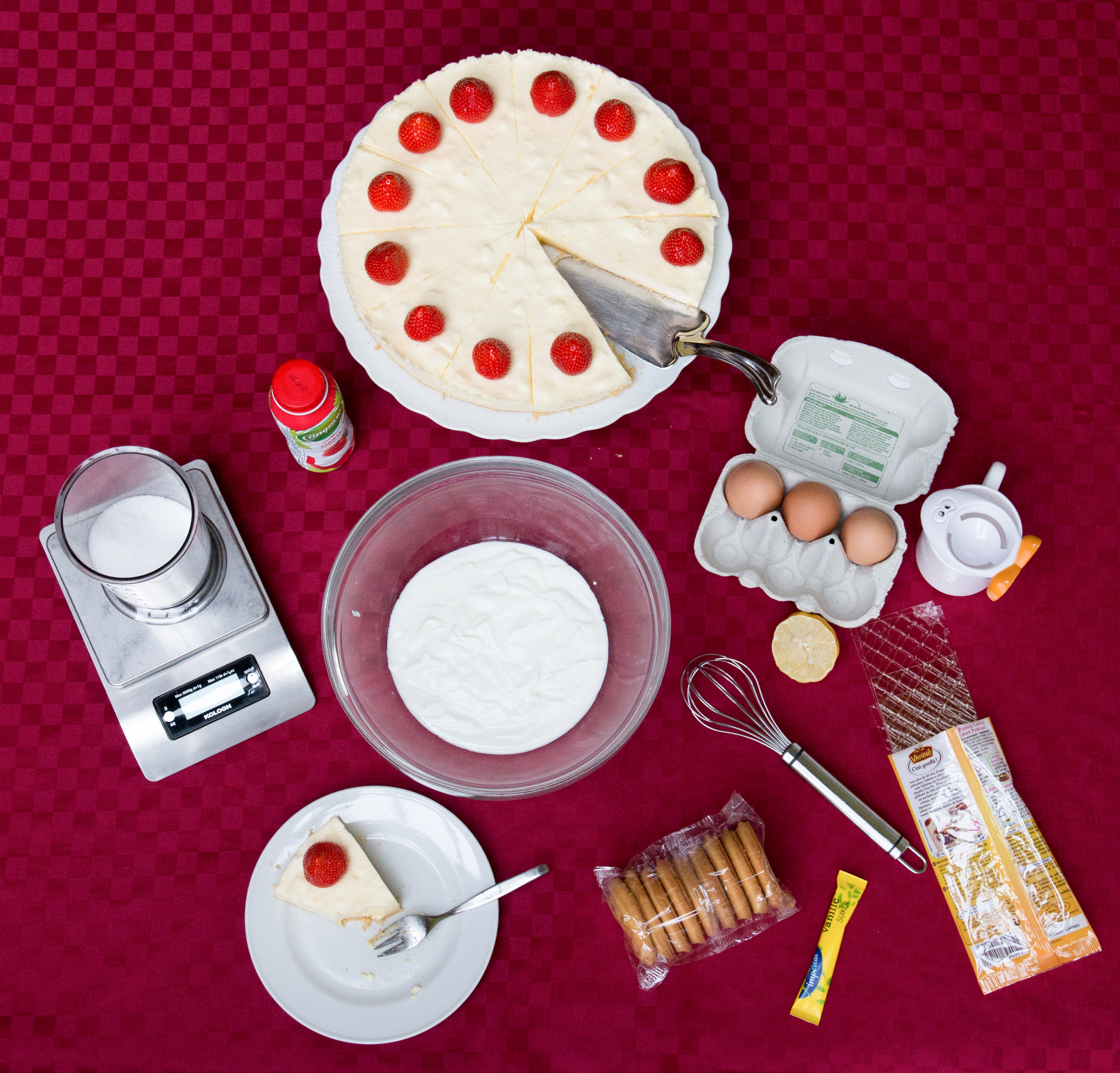
Les ingrédients pour un cheesecake, et le cheesecake réalisé.

Le cheesecake, ou cheese-cake, gâteau au fromage au Canada francophone, est une variété nord-américaine de gâteau au fromage. C'est un dessert sucré composé d'un mélange de fromage à la crème, d'œufs, de sucre et de parfums de vanille et/ou de citron, sur une croûte de miettes de biscuits ou une génoise.
Dérivé de recettes européennes similaires, deux recettes de cheesecake aux États-Unis trouvent leurs origines dans les quartiers des immigrants allemands et anglais, surtout à Philadelphie, à New York. Ce que les Américains appellent aujourd'hui le New York cheesecake est fait avec un fromage industriel, fromage à pâte fraîche salé qui a dû remplacer le Quark allemand (utilisé dans le Käsekuchen). Ce cheesecake peut se consommer avec un coulis de fruits rouges. La version italienne est à base de ricotta.[réf. nécessaire]

## Composition
Le gâteau est constitué de deux couches, une fine couche de brisures de biscuits recouverte d'une épaisse couche de préparation crémeuse.
Le fond du gâteau s’élabore à base de miettes de biscuits, souvent mixés avec du beurre ou une graisse végétale ; la garniture est composée de fromage à la crème (cream cheese), d'œufs, de sucre et facultativement d'arômes (vanille, citron, etc.). La cuisson est facultative, bien que fréquente, mais il y a toujours une période plus ou moins longue de réfrigération. On peut intégrer à la crème des fruits frais comme des fraises, des fruits au sirop comme des cerises.
La variante dite New York-style cheesecake a une crème plus riche et dense, elle utilise de la crème sure ou de la crème fraîche, en plus, ou à la place, du fromage à la crème. La version nature est très souvent citronnée. Les recettes les plus communes sont aux fruits rouges (fraises, framboises ou bleuets).
Le gâteau peut être recouvert d'un coulis de fruits, d'un nappage au chocolat, de crème fouettée ou chantilly, et être agrémenté de morceaux de fruits frais (fraises, framboises) ou secs (noix).
D'autres fromages comme la ricotta ou du cottage cheese peuvent être utilisés. Le gâteau est typiquement réalisé dans un moule à tarte à bords hauts avec fond amovible, afin de faciliter son démoulage.

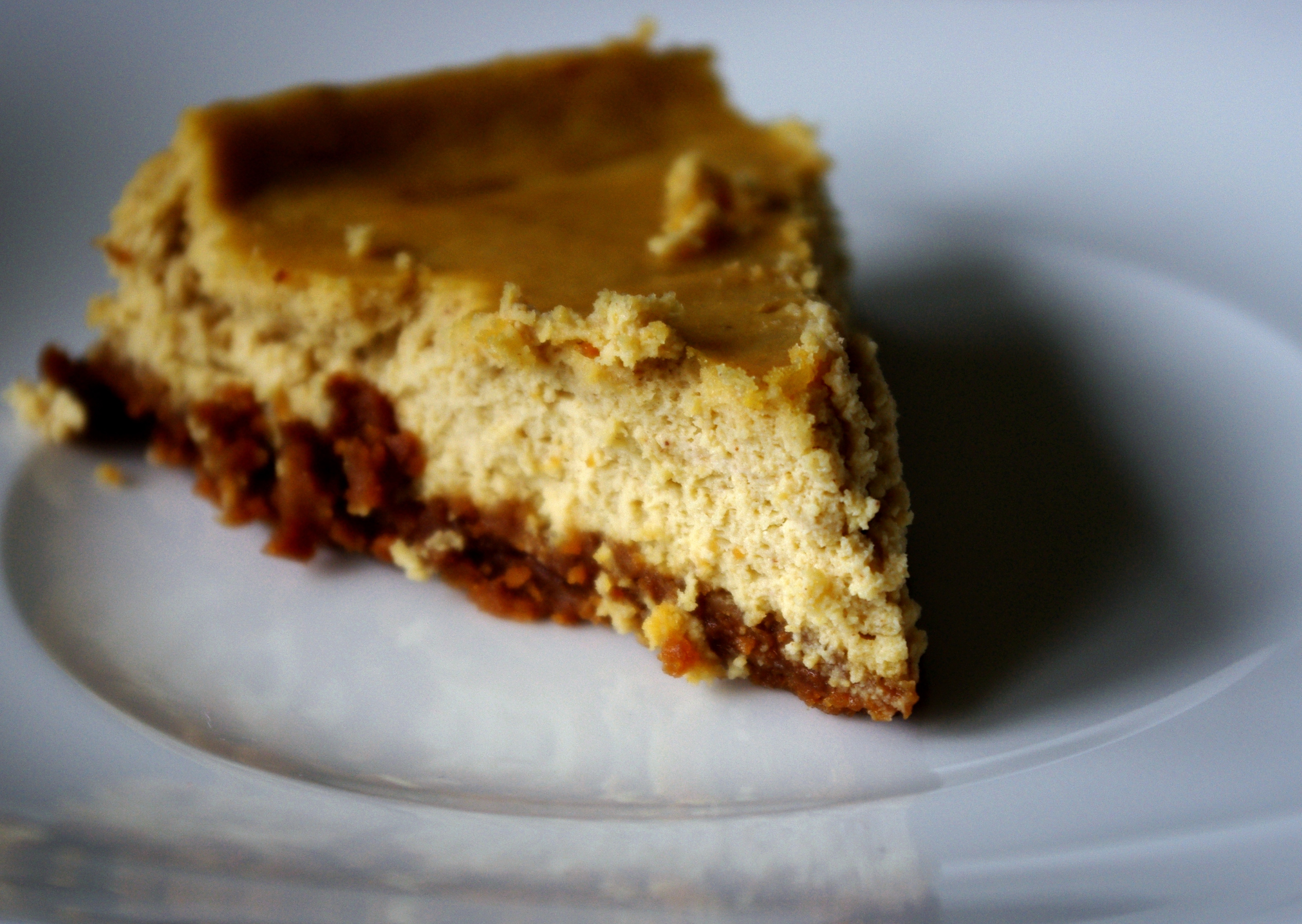
Une autre variante de cheesecake, au café et aux spéculoos.

## Divers
- Cheesecake est également une composition de Dexter Gordon devenue standard de jazz. Elle est en ré mineur et il en donne une interprétation dans le CD Go! avec Sonny Clark au piano, Butch Warren à la basse et Billy Higgins à la batterie.

- Elvira Amazar, chanteuse et actrice américaine, connue pour porter des jupes courtes et des talons hauts[5],[6], est souvent mentionnée en relation avec le terme « Cheesecake ». Comme le raconte l'histoire, en 1915, Amazar soulève sa jupe pour montrer une partie de sa jambe nue pour une photo prise par le photographe George Miller. Son rédacteur en aime tellement l'image pour la déclarer « meilleure que le cheesecake[7] » et le mot « cheesecake » est devenu un terme populaire, en anglais, pour désigner les photographies de jeunes femmes attirantes et se découvrant[8]. Plus tard, on dira « pin-up. »